# Geomorfologia

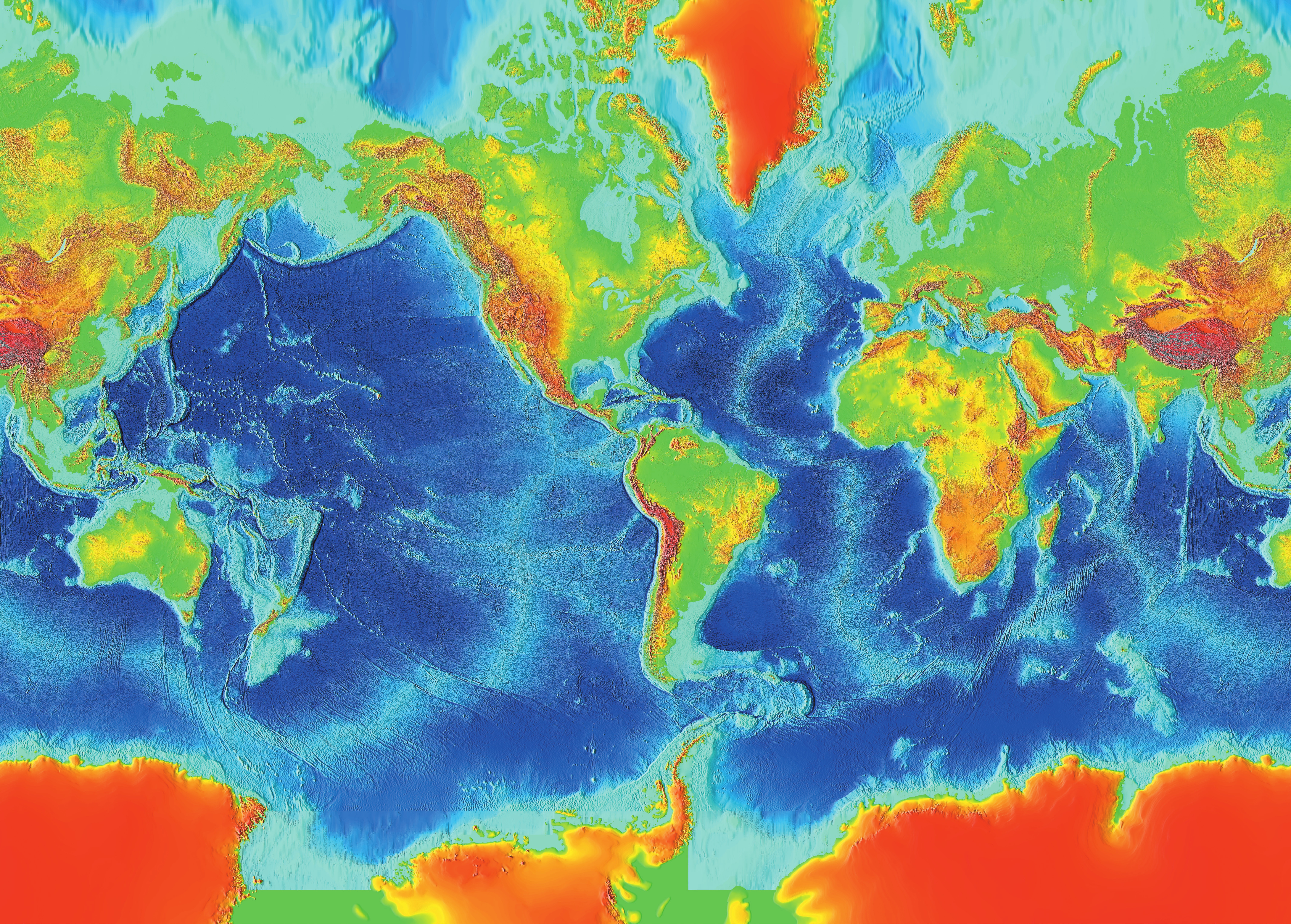
Imatge del relleu de la Terra. Any 2000. (NOAA)

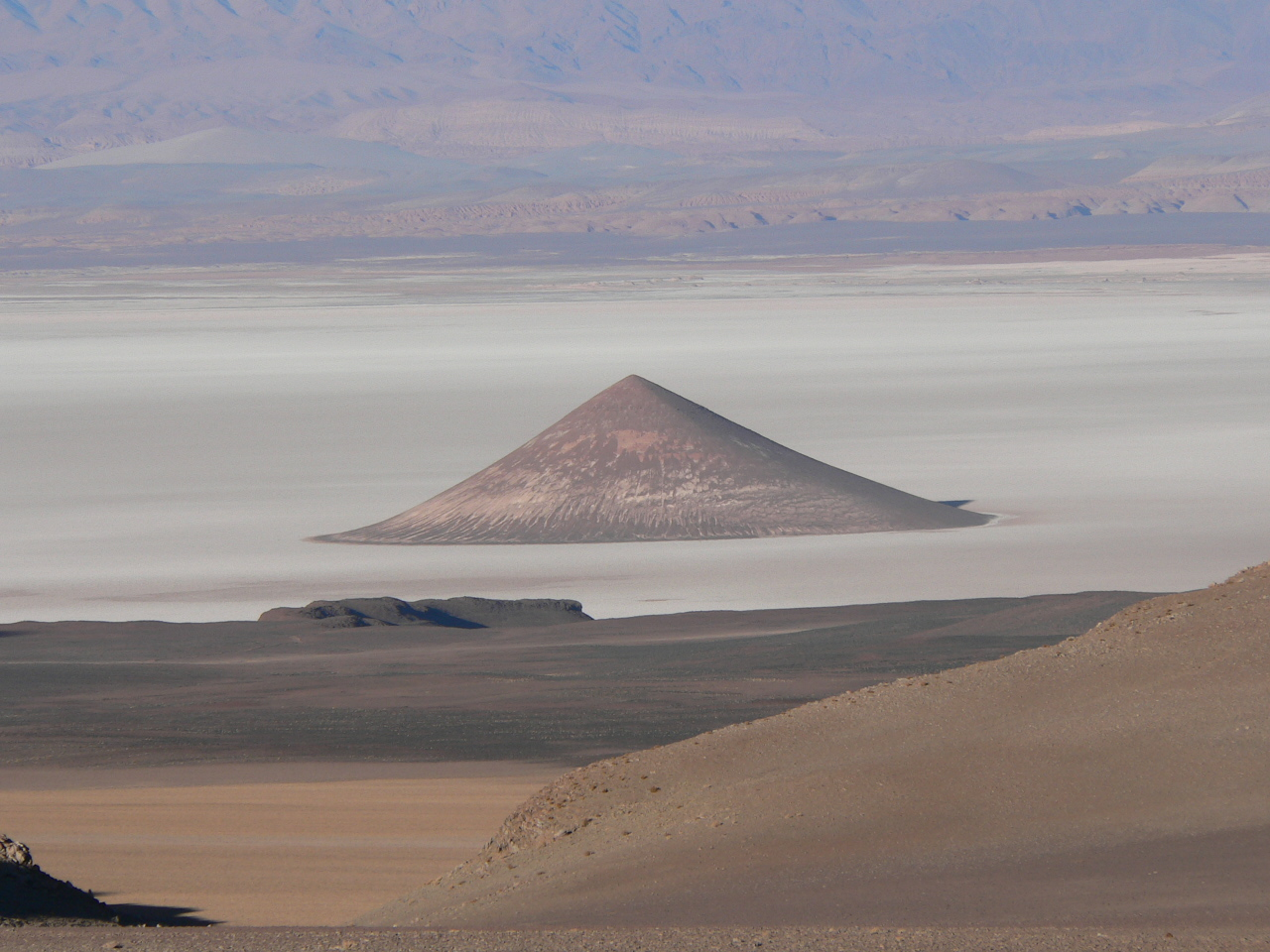
Interacció de processos: Cono de Arita, Salar de Arizaro, a Salta,Argentina.Con volcànic i acció eòlica.

La geomorfologia (grec γῆ: Terra; μορφή: forma; λόγος: estudi) és la branca de les ciències de la Terra que estudia el relleu de la superfície terrestre i la seva evolució, els processos d’afaiçonament de la superfície terrestre de tipus sedimentari o de caràcter erosiu, segons el clima, els factors biològics, la natura del substrat rocallós, el vulcanisme, la tectònica i l'evolució geològica d’una contrada o unitat geològica. (en) geomorphology; (es) geomorfología; (fr) géomorphologie.
Com totes les ciències de la natura, la geomorfologia tracta de descriure els diversos tipus de formes naturals per tal d’intentar d’explicar-ne l’origen i l'evolució. Un dels factors decisius en l'evolució morfològica del relleu és l'erosió, per la qual cosa una bona part de la geomorfologia s'aboca a l'estudi dels fenòmens erosius.
Els darrers anys, en els quals aquesta ciència ha experimentat un progrés espectacular, hom presta una gran atenció a la influència del clima dins els sistemes erosius (geomorfologia climàtica). Les lleis de la geomorfologia serveixen per a la interpretació del desenvolupament i la forma d’actuar de les forces terrestres en temps passats i contribueixen a una millor comprensió de la geologia històrica i la sedimentologia. La geomorfologia és també una ciència indispensable per als geògrafs, car descriu i explica el contorn natural que pot condicionar una part de les activitats humanes.
L'objecte de la geomorfologia és donar compte de la superfície de contacte, descriure i aclarir les formes que sorgeixen de la interacció i l'evolució de les forces. Com en les ciències biològiques, cal entendre com a fonamentals les nocions d'interacció, evolució i adaptació, ja que les forces -com les espècies- compareixen i desapareixen, i fins i tot hi ha "relíquies". Jean Tricart parlava d'una "ecologia del modelat", és a dir, d'un conjunt de condicions necessàries per a un modelat o altre.

## Utilitat científica
La geomorfologia aborda l'estudi dels processos que actuen a la superfície terrestre i de les formes i dipòsits que aquests generen, aportant informació clau per a:
- La reconstrucció de l'evolució geològica i ambiental de zones concretes en el passat recent.
- L'anàlisi i la mitigació de problemes ambientals (riscos i impactes).
- La posada en valor del Patrimoni Geològic.
- És una disciplina amb un destacat protagonisme en l'exercici de la professió de geòleg.[4]

## Història

### El mètode catastrofista
Leonhard Euler (1707-1783), Jean-Étienne Guettard (1715-1786) i Nicolas Desmarest (1725-1815), centren les seves anàlisis en els rius i aporten coneixements generals sobre la hidrodinàmica, l'origen de les vallls i la morfologia fluvial. Jean-Baptiste Lamarck (1744-1829) va ser l'autor d'un tractat sobre hidrogeologia, enfrontant-se a les obres de "cronologia bíblica" de Georges Cuvier, tractat que va reeixir uns anys més tard. Horace-Bénédict de Saussure (1740-1799) va desenvolupar un mètode per a l'estudi del relleu i tècniques per a la representació dels resultats. També va realitzar observacions sobre la dinàmica dels torrents i les glaceres i de l'estructura litològica dels Alps. Alexandre C. Surell (1813-1832) va elaborar un conjunt de principis bàsics en morfodinàmica a la seva obra "Études sur les torrents des Hautes- Alpes".

### Consolidació de l'actualisme
James Hutton (1726-1797) va ser l'introductor de sistemes i teories explicatives dels fenòmens passats que van ocòrrer a la Terra, comparant-los i relacionant-los amb els que es produeixen en el present. John Playfair (1748-1819) consolida els treballs de Hutton i formula el principi de "l'uniformisme" (també anomenat actualisme). Charles Lyell (1793-1882) introdueix respostes al catastrofisme mitjançant el concepte "gradualisme seqüencial". Charles R. Darwin (1809-1882) consolida el mètode històric-natural amb la seva teoria de les espècies biològiques "L'origen de les espècies". l'evolucionisme.

### El cicle geogràfic del relleu
El primer model geomorfològic oficial va ser proposat entre el 1884 i el 1899 pel geògraf nord-americà William Morris Davis. El seu model de cicle geomòrfic (també anomenat cicle geogràfic) es va inspirar en les teories de l'uniformisme i va intentar teoritzar el desenvolupament de diverses característiques del relleu.
El model evolutiu geomorfològic o "cicle d'erosió", proposat per W. M. Davis (1899) per a explicar la successió dels diferents tipus de relleu en un mateix territori, en el qual, partint d’una superfície original plana, s'hauria de produir una intensa deformació, amb formació d’un volum de relleu que seria atacat per l'erosió, conclou que finalment es crearia una altra superfície d’erosió (o peneplà) més moderna. Els estudis subsegüents sobre la morfoclimatologia i el mobilisme tectònic, han conduït a l’abandonament de la teoria davisiana. No obstant, les teories de Davis van ser importants en l'inici de la geomorfologia i van ser innovadores en aquell moment com una nova manera d’explicar les característiques físiques del relleu. Avui, però, no s'acostuma a utilitzar el seu model, perquè els processos que va descriure no són tan sistemàtics al món real.
Des del model de Davis, s'han fet diversos intents alternatius per explicar els processos de formació del relleu. El geògraf austríac Walther Penck, als anys vint del segle passat, va desenvolupar un model que analitzava les taxes d’elevació i erosió. Tanmateix, el seu model no es va imposar perquè no abastava la totalitat de les característiques del relleu.

### L'enfocament climàtic
Carl Ortwin Sauer (1889-1975), basant-se en les idees de Grove Karl Gilbert (1843-1918), estableix a "The morphology of Landscape Arxivat 2021-09-27 a Wayback Machine." la gènesi del paisatge des de l'antagonisme entre els factors geognòstics i climàtics. Conclou que el clima pot, en alguns casos, esborrar les "influències geognòstiques".

### La teoria del nivell de cims i el peu de muntanya
Albrecht Penck el 1909 "Die Alpen im Eiszeitalter: Bd. Die Eiszeiten in den nördlichen Ostalpen" va observar als Alps els nivells mitjans de les altituds dels cims (isoaltituds) anomenant-los "nivell de cims" i atribuint-los a les erosions generades durant el Pliocè, quan la serralada encara s'estava aixecant. Segons Penck, la lentitud del període d'aixecament, permetia als factors erosius d'anivellar el relleu.
Una altra figura important en la formulació moderna d’idees sobre l'evolució del paisatge va ser el geomorfòleg sud-africà Lester C. King (1907–1989). Impregnat d’idees davisianes i de la tríada "procés, temps i estructura", mentre era estudiant de postgrau de Charles Cotton (1885-1970) a Nova Zelanda, King, no obstant això, va desafiar gran part de la teoria de Davis. Tot i invocar el concepte cíclic, com Penck, va emfatitzar la importància dels processos superficials, i particularment en el paper del retrocés del cingle i la formació del frontó o pediment.

### El sistema d'erosió
Richard Chorley, el 1950, introdueix -al marge dels plantejaments zonals, però concedint importància al factor climàtic- el concepte de "sistema d'erosió" per fer referència a cadascun dels agents morfogenètics individualitzats i les accions o resultats corresponents. En aquest enfocament apareixen conceptes com: "factors erosius dominants" i "factors subordinats".

### Els processos com a centre de la recerca geomorfològica
La reintroducció del procés a la geomorfologia a la dècada de 1950 va provocar una investigació sobre els efectes de processos de freqüència i magnitud diferents, recollida en els estudis de referència de Wolman & Miller, "Magnitude and Frequency of Forces in Geomorphic Processes "(1960). En general, la freqüència i la magnitud estan inversament relacionades. Tot i que són relativament poc freqüents, esdeveniments de gran magnitud, com ara grans terratrèmols o inundacions importants, poden tenir conseqüències geomòrfiques catastròfiques. Els treballs de Wolman i Miller van intentar demostrar que la majoria dels canvis en el paisatge es duen a terme per esdeveniments freqüents de magnitud moderada (com els cabals anuals màxims dels rius). Van suggerir que aquests esdeveniments fan la major part del treball en sistemes geomòrfics, però el seu model no se sustenta en àrees com les regions de tipus mediterrani i els marges del desert, on els rars esdeveniments d’alta magnitud fan, clarament, la major part del treball. Per això va ser modificat posteriorment per Baker, "Stream channel responses to floods with examples from central Texas" (1977); Wolman i Gerson, "Relative scales of time and effectiveness of climate in watershed geomorphology. Earth Surface Processes" 1978).

### Avenços tecnològics
Tradicionalment, els enfocaments d’estudi geomorfològic se centraven principalment en observació, descripció i mesura en el treball de camp però també va incloure experimentació física (en parcel·les petites de terra o utilitzant canals experimentals). No obstant això, des de principis dels anys setanta dels segle xx, les imatges en alta resolució de la topografia superficial de la Terra i altres planetes s'han realitzat a un ritme ràpid des de satèl·lits i naus espacials […] Aquestes imatges són accessibles de forma gratuïta des d'Internet (Google Earth). A més, des d'un ordinador es poden realitzar models topogràfics com els models digitals d’elevació que són fàcilment disponibles juntament amb altres tècniques de segiment terrestre, modelització computacional i tècniques geocronològiques (datació) (luminiscència, anàlisi d’isòtops cosmogènics) que han anat avançant ràpidament.
Els enfocaments tradicionals d’estudi geomorfològic ara es combinen, habitualment, amb aquestes noves imatges, models i tècniques per a quantificar les taxes i els períodes del canvi de forma de relleu. Ara és possible visualitzar, mesurar, regredir i preveure les de formes de relleu i els paisatges d’una manera inimaginable. Aquests avenços estan ajudant a resoldre molts problemes de fa temps en l'explicació del desenvolupament de la superfície terrestre i de la interpretació de la informació d'altres superfícies planetàries.

## Divisió clàssica de la geomorfologia
Dins la geomorfologia, en una divisió clàssica, es poden diferenciar tres àmbits d'estudi:
- La geomorfologia estructural tracta de l'estructura del globus i especialment la litosfera, la tectònica de plaques, els cratons, escuts i massissos, els relleus aclinal i monoclinal, els plegaments i serralades, i les fractures i falles.

- La geomorfologia dinàmica estudia els processos de modelat, les roques i el seu modelat, l'aigua corrent i les formes associades del modelat fluvial, el desenvolupament de vessants, els aplanaments, el modelat litoral, el modelat antropogènic i, en un apartat especial, la geomorfologia aplicada.

- La geomorfologia climàtica s'encarrega de l'estudi dels mecanismes morfoclimàtics i els grans dominis morfoclimàtics de la Terra, els paleoclimes, les paleoformes i els seus heretatges i alternances.[11]

## Divisió actual: els processos geomòrfics
- Avui, l'estudi de la geomorfologia es desglosa en l'estudi dels diversos processos geomòrfics. La majoria d'aquests processos es consideren interconnectats i són fàcilment observats i mesurats amb la tecnologia moderna. Els processos, aïlladament, poden considerar-se erosionals, deposicionals o ambdós alhora. Un procés erosional implica el desgast de la superfície terrestre pel vent, l'aigua i/o el glaç. Un procés deposicional és la fixació del material erosionat pel vent, l'aigua i/o el glaç.[12]
- Els processos geomòrfics (també anomenats geomorfològics) són derivats de les forces endogèniques i exogèniques que provoquen tensions físiques i accions químiques sobre els materials terrestres i produeixen canvis en la configuració de la superfície de la Terra.
- El diastrofisme i el vulcanisme són processos geomòrfics endògens. La meteorització, els moviments en massa, l'erosió i la deposició, són processos geomòrfics exògens.[…] Qualsevol element exògen de la natura (com l’aigua, el glaç, el vent, etc.,) capaç de prendre i transportar els materials terrestres, s'anomena agent geomòrfic. Quan aquests elements de la natura es mobilitzen per causa dels pendents, arranquen els materials, els transporten per damunt dels pendents i els dipositen a un nivell inferior.[13]

### Processos interns

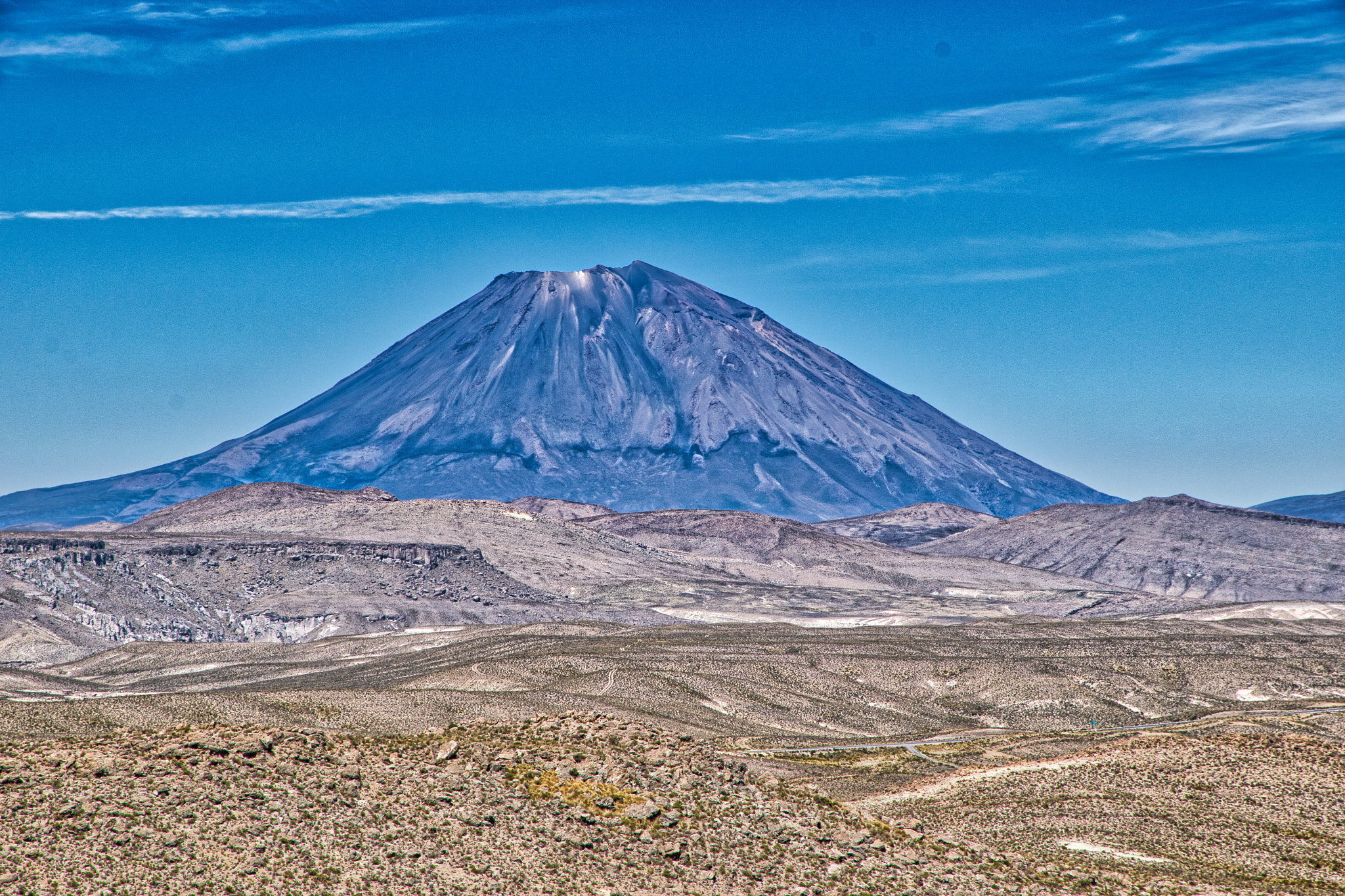
Processos interns: Volcà Misti, Arequipa, Perú

Tant els processos ígnis volcànics (eruptius) com plutònics (intrusius) poden tenir impactes importants. L’acció dels volcans tendeix a rejovenir els paisatges, cobrint l’antiga superfície terrestre amb lava i tefra, alliberant material piroclàstic i forçant els rius i torrents a obrir nous camins. Els cons construïts per erupcions també produeixen una nova topografia en la qual poden actuar altres processos superficials. Les roques plutòniques que s'introdueixen i que es solidifiquen en profunditat, poden causar elevació o subsidència de la superfície d'acord amb la densitat del nou material i la densitat de la roca que desplaça.
Els processos volcànics estan relacionats amb l'erupció de roques foses, conegudes com a magma, a través de les obertures de ventilació o fissures centrals a la superfície. Inclouen tots els processos que resulten de la intrusió a la roca mare i l'extrusió a la superfície terrestre. Aquests processos han contribuït a la construcció de formes de relleu durant milions d’anys i són importants per als geomorfòlegs perquè canvien la superfície de la Terra mitjançant la creació de noves formes de relleu.

### Processos tectònics

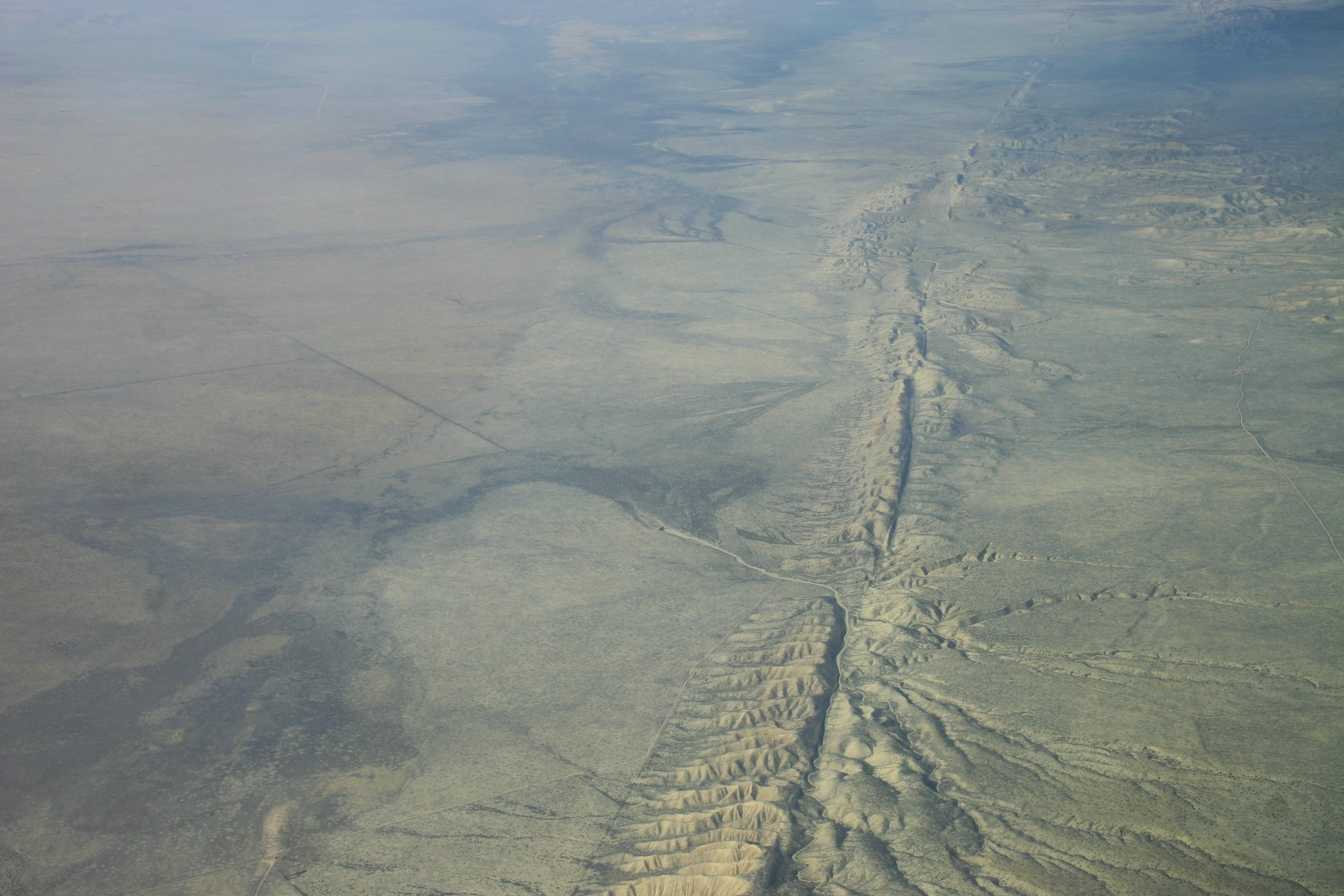
Processos tectònics. Falla de San Andrés, entre les plaques continentals del Pacífic i Nord-americana. Califòrnia, EUA

Els efectes tectònics sobre la forma del relleu poden variar des de milions d’anys, fins a minuts o encara menys. Els efectes de la tectònica sobre el relleu depenen en gran manera de la naturalesa de la roca mare subjacent que sovint condiciona quin tipus de morfologia local pot arribar a configurar la tectònica. Els terratrèmols poden ensorrar, en minuts, grans extensions de terra, creant noves formes de relleu.
Els processos geodinàmics profunds són la causa de l'existència del camp d'estrès geotectònic i són objecte de nombroses recerques per la seva significació en els processos superficials. S'assenyala que les característiques causades pels processos profunds (geotectònics) es poden distingir de les causades pels agents exògens (temps, erosió, etc.) per les seves característiques. Totes les característiques estadísticament sistemàtiques són d'origen geotectònic, les característiques aleatòries són d'origen exogènic.
Alguns científics conclouen que els patrons de les formes terrestres, visibles actualment en les fotografies aèries, poden tenir un origen geotectònic antic. Els patrons d'orientació inherents a les valls fluvials i glacials es veuen afectats en gran manera pels processos neotectònics com a les valls del Rift oceànic i les cadenes de volcans.
Un altre tema interessant el presenten les anomenades formes de relleu "tectòniques": els inselbergs, els circs, les formes dels cims de les muntanyes, etc., es mostren directament o indirectament causats per processos profunds. Els moviments massius als pendents també tenen una gran importància, tot i que sovint es creu que es desencadenen per condicions meteorològiques, es demostra que el seu disseny bàsic està influït en gran manera per processos profunds: això es confirma amb una correlació entre les esllavissades i l’activitat dels terratrèmols.

### Processos de meteorització i edàfics

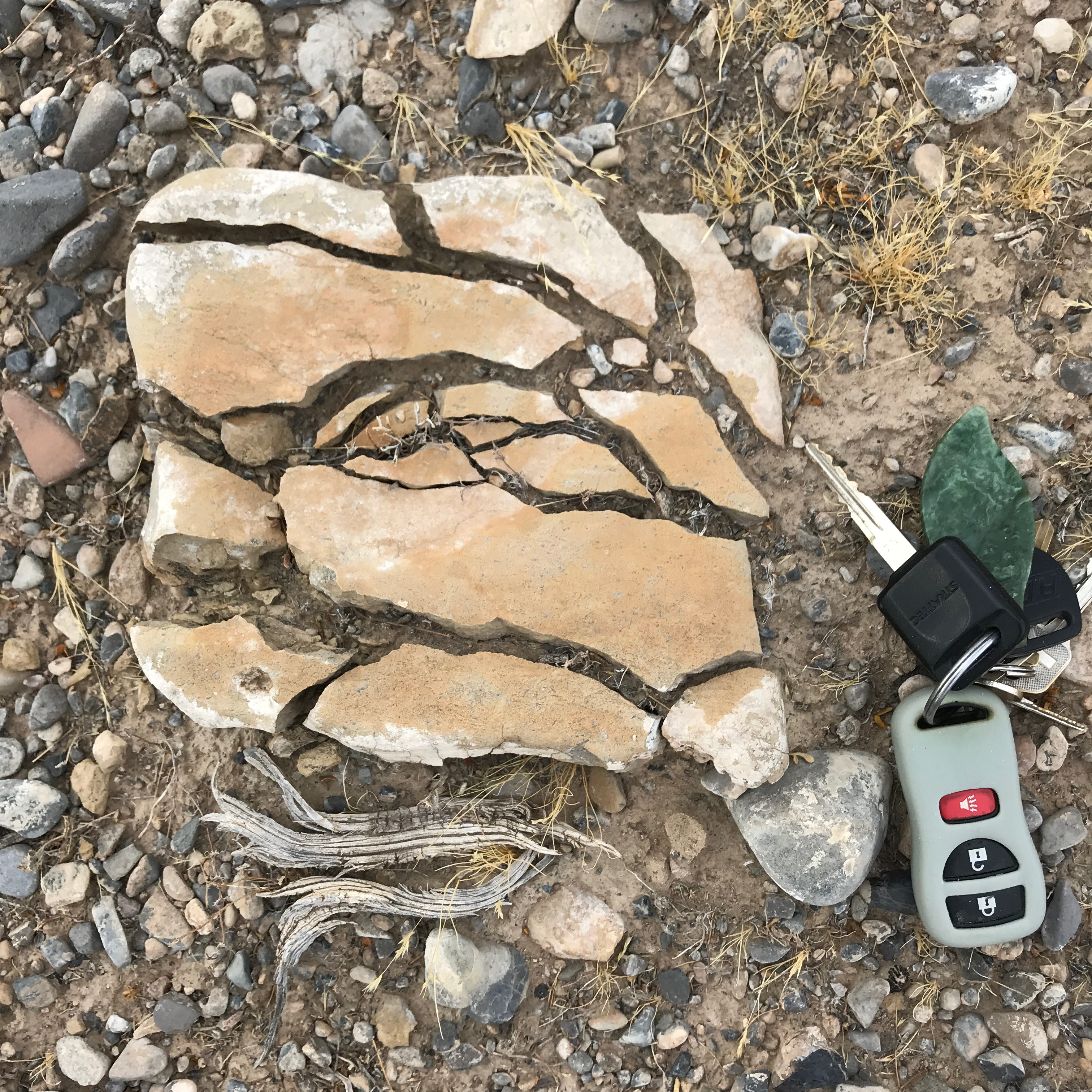
Processos de meteorització: Roca arenisca fracturada a Nopah Range, Inyo Counyt, Califòrnia (EUA)

La meteorització (en weatherting) és la descomposició de les roques a la superfície terrestre per l’acció de l’aigua de pluja, la temperatura extrema i l’activitat biològica. No implica l'eliminació de material rocós. Hi ha tres tipus de meteorització, la física, la química i la biològica. La diferència amb l'erosió és que la meteorització no implica cap agent de transport en moviment.
Els sòls formen un continu a través de la superfície terrestre de la Terra, és a dir, són la interfície dels processos atmosfèrics, biològics i geològics. Els sòls són més que una capa d’alteració superficial en el relleu o sediments. Els sòls, el relleu i els sediments o roques superficials junts, comprenen sistemes 3D que evolucionen a través de la interacció i l'equilibri de la meteorització física i química davant de l'erosió i la deposició.
Cal comprendre les relacions entre sòls, relleus i sediments superficials per entendre els relleus i formes del sòl i predir amb èxit l’aparició del sòl i anticipar el comportament del sòl. La geomorfologia del sòl és l'estudi científic de l’origen, distribució i evolució dels sòls, de les capes i dipòsits superficials i dels processos que els creen i alteren. Com a ciència, la geomorfologia del sòl està directament lligada a la pedologia i la geologia. La geomorfologia del sòl es basa principalment, però no únicament, en principis i tècniques geològiques (Daniels i Hammer, 1992). Els processos geològics/geomòrfics determinen, en bona part, els materials dels quals es deriven els sòls d'acord amb la naturalesa i la redistribució dels sediments.

#### Meteorització física o mecànica (clàsties)
- Pressió (dilatació-descompressió). Desintegració de la roca en làmines paral·leles a mesura que s'expandeix en resposta de les pressions.
- Expansió i contracció tèrmica (termoclàstia)[18] per diferència de la temperatura superficial de la roca entre el dia i la nit (0°-50 °C).
- Creixement de cristalls salins (haloclàstia). Sals hidratades que són solubles en aigua; s'hidraten i es deshidraten generant tensions en roques permeables.
- Hidratació (hidroclàstia). Humectació, inflament i desintegració d’agregats del sòl, de roques en capes i de gra fi.
- Trossejament per gelades. Acció dels cristalls de gel (crioclàstia: gelivació o gelifracció) i hidratació, congelació d’aigua en porus i fractures.
- Vegetació i d'origen biològic (bioclàstia). Agent menor de la meteorització però que pot mantenir i eixamplar esquerdes creades per altres processos.

#### Meteorització química (quimioclàsties)
- Oxidació. Procés pel qual un element perd un electró per l'oxigen dissolt.
- Hidròlisi. Descomposició de minerals a l’aigua ja que els ions hidrogen substitueixen els cations dels minerals.
- Carbonatació. Dissolució de carbonat càlcic en sòls àcids i en aigües subterrànies.
- Intercanvi de cations. Substitució de cations minerals en solució pels que contenen grans i cristalls minerals
- Quel·lació. Cations minerals incorporats a molècules d’hidrocarburs (quel·lats).[19][20]

Resultat: (fragments i grans, dissolucions i alteracions) formació d'alterites o eluvions (sapròlits i regòlits) i perfils d'alteració en el context de les formacions superficials.

### Processos gravitacionals i de vessants

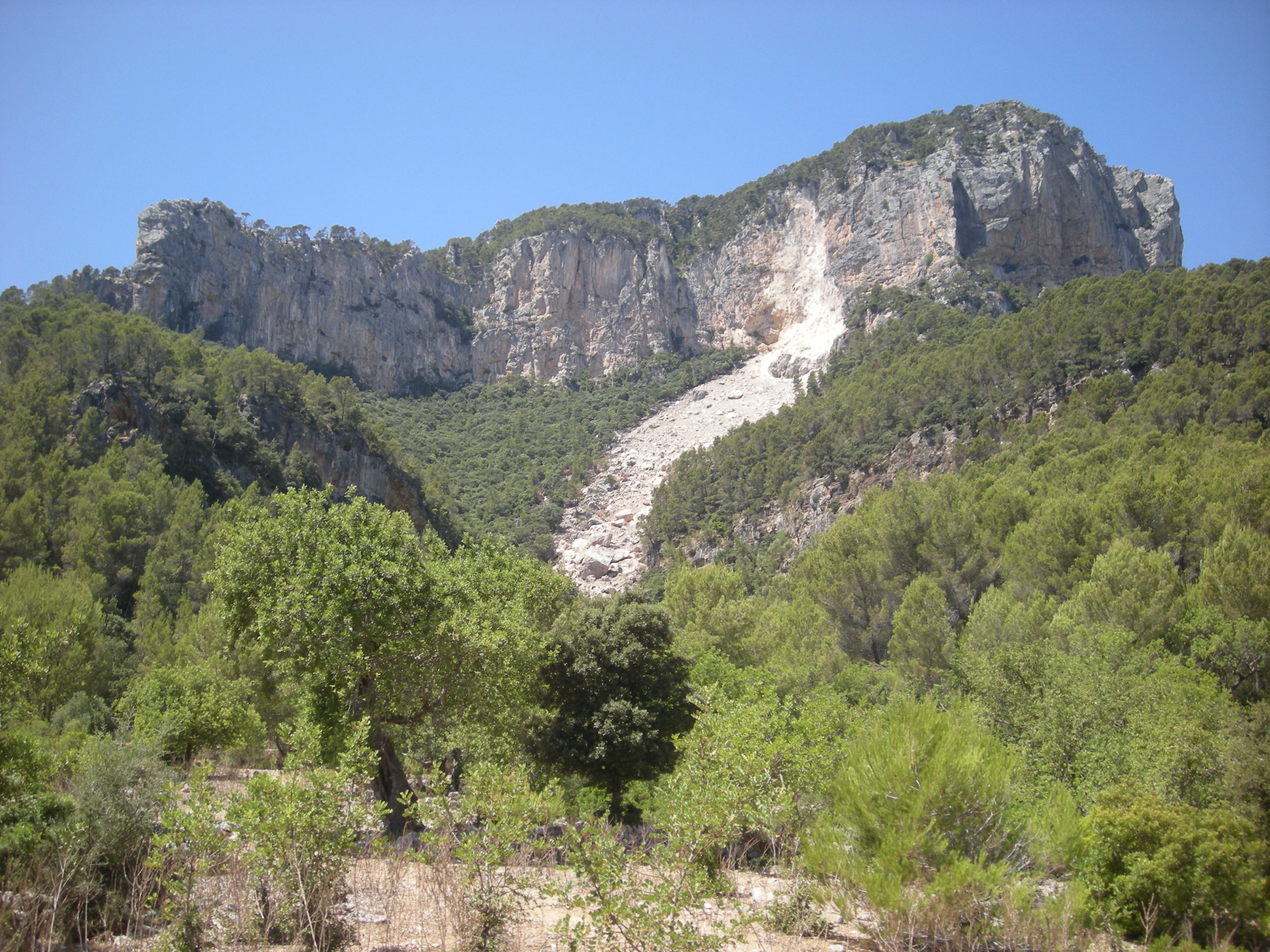
Processos gravitacionals i de vessants: Esllavissada al Puig d'Alcadena vista des de Son Cocó. Alaró, Mallorca

El sòl, el regolit i la roca es mouen cap avall sota la força de la gravetat mitjançant fluïment, esllavissades, fluxos, desploms i caigudes. Aquesta erosió massiva es produeix tant als vessants terrestres com submarins de la Terra (també s'ha observat en altres planetes).
Els moviments de vessant o esllavissades, són processos gravitacionals que comporten moviments vessant avall de la roca o del sòl sota la influència de la gravetat. Poden ser desencadenats per factors naturals com moviments sísmics, volcànics, fortes precipitacions, però també ho poden ser per causes antròpiques. En l'evolució de la major part de les formes de paisatge, els moviments de vessant constitueixen l'etapa consecutiva a la meteorització. Tenen un paper fonamental en el cicle global erosió-sedimentació. Poden ocòrrer en diferents ambients, tant terrestres com marins, i formen un conjunt de difícil classificació. Els moviments de vessant, per la seva gran extensió i freqüència, constitueixen un risc geològic important, afectant edificacions, vies de comunicació, serveis bàsics, lleres, embassaments i, ocasionalment, indrets hahitats, pobles i ciutats. Els moviments de gran magnitud (desenes o centenars de milions de metres cúbics) són molt poc freqüents, encara que la superfície terrestre és plena de signes que denoten la seva ocurrència en el passat, possiblement associada a èpoques climàtiques humides i plujoses o a l'activitat tectònica. Les zones geogràfiques més afectades pel fenomen són les zones de muntanya que han estat sotmeses a fortes precipitacions, moviments sísmics o erupcions volcàniques. El continent més afectat és l'Àsia, seguit de l'Amèrica del Sud. A Europa els llocs amb més esdeveniments han estat les zones alpines. El fort creixement urbà en països menys desenvolupats o pobres, ha fet incrementar el nombre de successos, especialment per la manca de planificació urbana, que comporta la construcció d'habitatges en zones inestables i de risc. Un exemple el tenim al Brasil el gener de 2011, on les esllavissades generades per fortes precipitacions van produir a l'estat de Río de Janeiro 500 víctimes mortals.

#### Per actuació directa de la gravetat (gravitacionals)
- Caiguda lliure, despreniments, desploms i bolcades. Caiguda de roca des de parets i penya-segats.

Formes resultants: vessants de derrubis, tarteres, cons de derrubis, vessants reglades (de Richter).

#### Per actuació indirecta de la gravetat (gravetat assistida)

##### Processos generalment en massa, no selectius i amb escassetat d'aigua
- Reptacions (creep) Moviment en massa extremament lent en un vessant, que és imperceptible excepte després de llargs períodes i que no mostra superfícies de cisalla definides. Atès que la velocitat de moviment no és uniforme al llarg del vessant, es poden apreciar arcs i garlandes de vegetació herbàcia en la superfície del sòl, en aquest cas paral·leles a les corbes de nivell.[22]
- Lliscaments. Desplaçament d’una porció de terreny a través d’una superfície de trencament ben definida, amb la preservació general de la forma de la massa desplaçada.[23]
- Fluxos. Inestabilitat d’una porció de terreny que es desplaça com un fluid viscós adoptant la morfologia del vessant per on discorre.
- Solifluxions. Desplaçament superficial i lent (al voltant de 0,5 a 5 cm/any), en un vessant i per efecte de la gravetat, d’una formació solta, o d’un sòl, saturat d’aigua, la qual es transforma en fang per l’augment del contingut líquid.[24]

Formes resultants: diversitat de formes resultants (terrassetes, lliscaments, nínxols, canals d'arrancament, lòbuls i colades...).

##### Processos selectius i amb presència d'aigua (transició fluviotorrencial)
- Impactació de gotes de pluja (splash) esquitxada.Impacte d’una gota de pluja que arrenca partícules de la superfície del sòl i que deixa la impressió en el relleu.[25]
- Rentat superficial. Acció de les aigües pluvials sobre el sòl, les quals han eliminat, per dissolució, les sals i els altres minerals que contenia.[26]
- Escolament en filets (escolament turbulent) on l'aigua, formant filets, no es manté paral·lela a l'eix del flux.[27]
- Escolament en mantell. Escolament superficial que s'esdevé en una zona àrida com a resultat d’una pluja sobtada i abundant sobre una superfície força llisa en què els diferents fils d’aigua s'uneixen formant una làmina o mantell que contribueix a l’aplanament dels pediments i dels glacis.[28]
- Subfusió (piping) Canonada subsuperficial que implica l'eliminació de sòls subsuperficials en canals erosionals semblants a les canonades cap a una sortida lliure o d’escapament.[29]
- Aixaragallament inicial (gullyng). Acció erosiva de l’aigua de pluja que s'escorre per un terreny rost, incoherent i sense vegetació, on forma xaragalls més o menys paral·lels que s'aprofundeixen, s'engrandeixen i progressen cap amunt a mesura que augmenta el volum d’aigua i la seva energia mecànica.[30]
- Aixaragallament profund. Acció causada en una xarxa de drenatge molt tupida, profundament aixaragallada i amb molts barrancs fortament inclinats, i generalment establerta en una formació sedimentària blana (arenes, argiles o margues, guixos) i sota un clima àrid, en condicions d’alta energia fluvial i amb erosió ràpida que no permet l'establiment de la vegetació ni la formació de sòls.[31]

Formes resultants: glacis, rills, pipes, gullies, cárcavas o badlands (dipòsits de vessants)

### Processos glacials

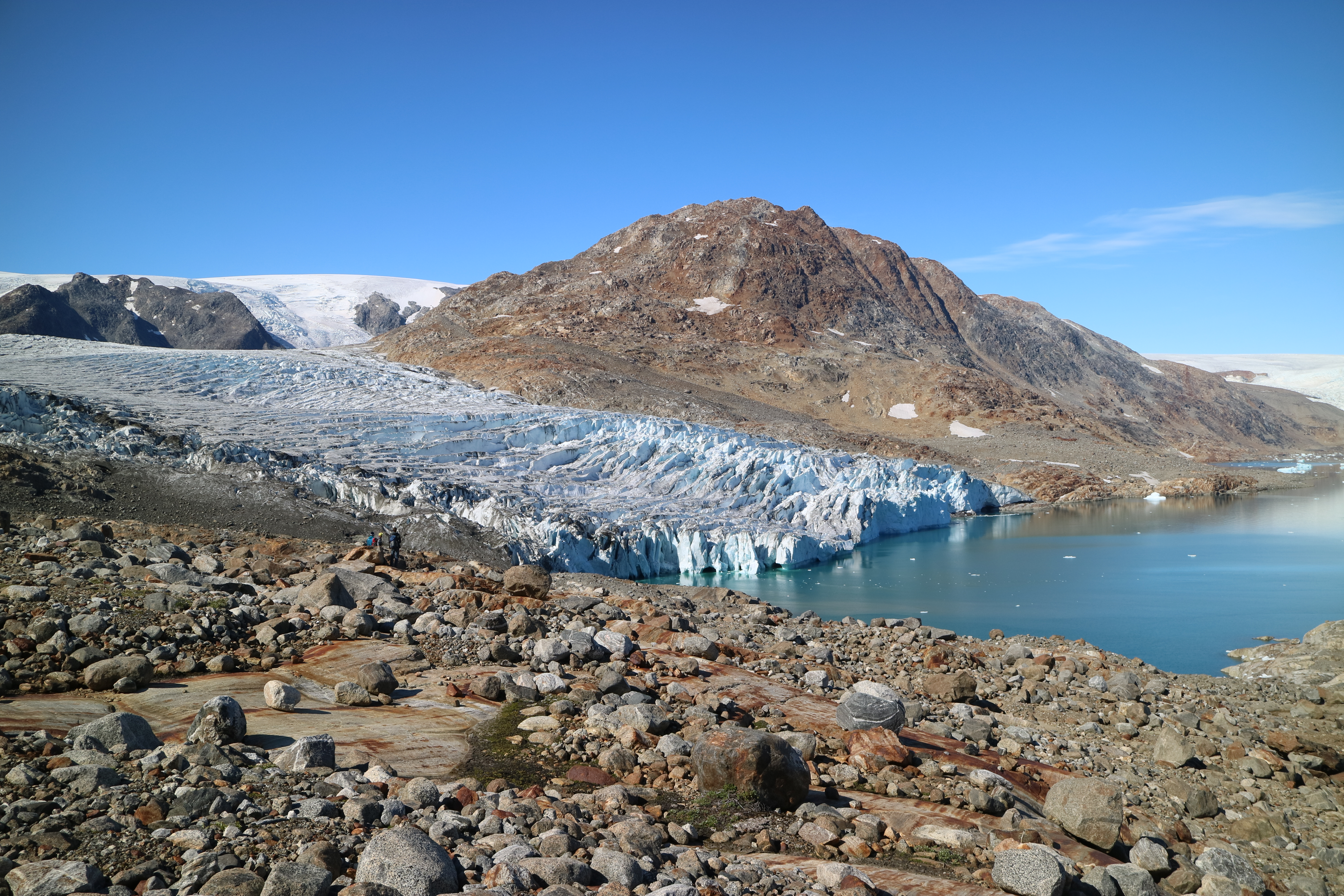
Processos glacials: Glacera Hann. Sud.est de Groenlàndia

Les glaceres són cossos de gel terrestre que es mouen i es formen a partir de la metamorfosi de la neu: neu nova (0,1-0,3 g/cm3), neu que ha sobreviscut a una temporada de fusió, (0,55 g/cm3) a gel (0,89-.0,92 g/cm3). La velocitat de transformació de la neu fins a esdevenir gel o glaç depèn de la temperatura. Al voltant de 50 anys en climes temperats humits (per exemple, muntanyes costaneres), fins a 100 anys en climes secs i freds). Les glaceres ocupen aproximadament el 10% de la superfície terrestre. Actualment, el 96% es troba en les capes de gel de Groenlàndia i l'Antàrtida. Durant la glaciació del Plistocè, fins a un 30% de la superfície terrestre de la terra estava coberta pel gel de les glaceres. Per tant, moltes de les formes de relleu en àrees de la Terra de latitud mitjana o alta, especialment a l'hemisferi nord, són d'origen glacial.
Les glaceres, encara que geogràficament restringides, són agents eficaços del canvi de paisatge. El moviment gradual del gel per una vall provoca l'abrasió i l'arrancament de la roca subjacent. L'abrasió produeix sediments fins, anomenats farines glacials o till. Els residus ja transportats per la glacera, quan la glacera es retira, s'anomenen morrenes. L'erosió glacial és la responsable de les valls en forma d’"U", a diferència de les valls d’origen fluvial en forma de "V".
Els dipòsits i les formes de relleu glacials són productes finals de sistemes de distribució de sediments complexos (Alley et al., 1997; Evans, 2014). La deposició de sediments es produeix en funció de la dinàmica del gel, del tipus de massa de gel, del subsòl i de la geologia i sedimentologia adjacents, la variabilitat temporal i espacial de l'erosió i la descàrrega de sediments (flux), els règims tèrmics i hidrològics associats, i la topografia.

### Processos periglacials

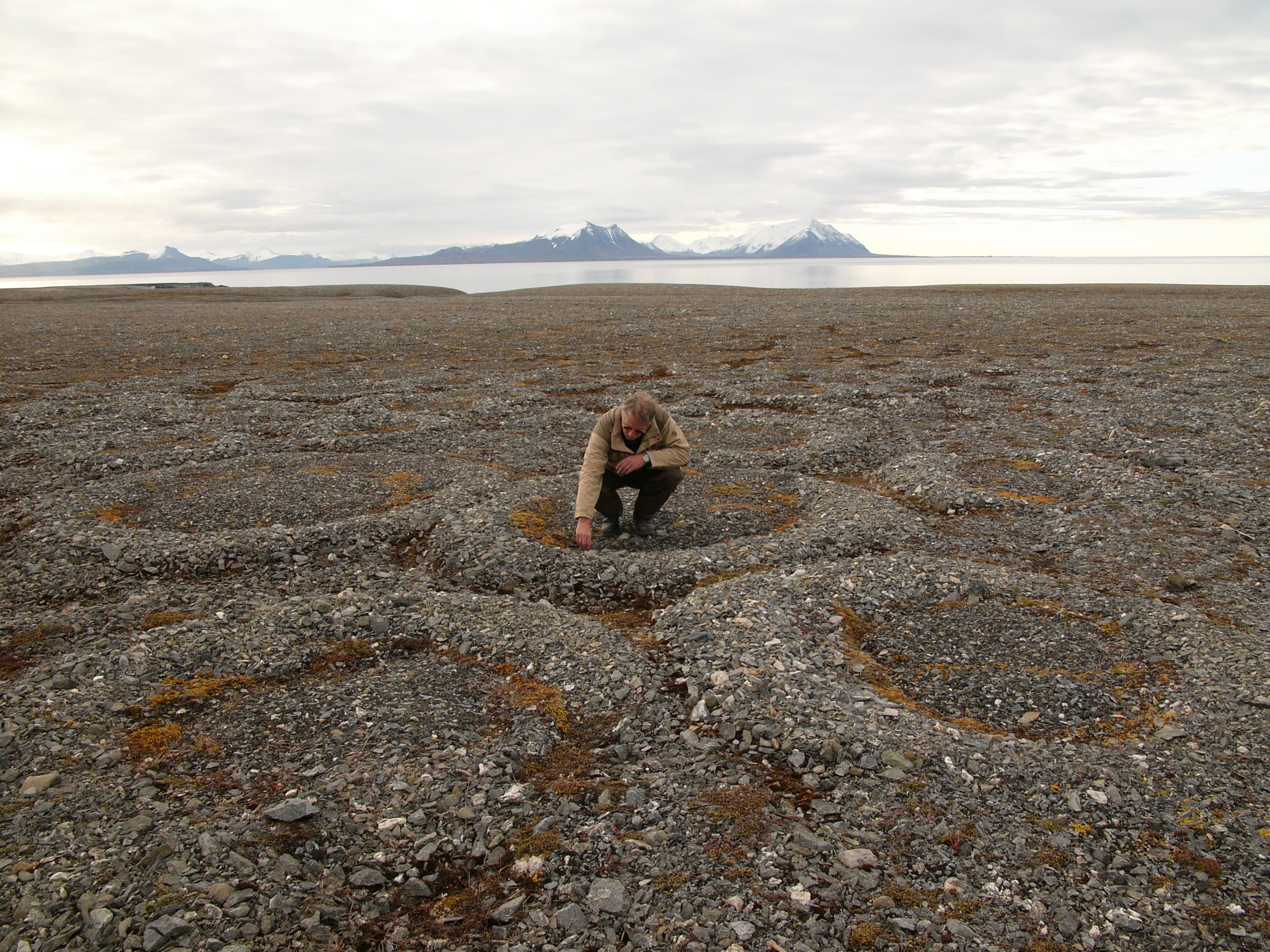
Processos periglacials: Cercles o anelles de pedres causats pel permafrost. Arxipèlag d'Svalbard, Noruega

Els entorns periglacials experimenten condicions no glacials de clima fred i congelació del sòl. Alguns d'aquests indrets o regions estan sotmesos al permafrost (permagel) mentre que d'altres experimenten períodes de congelació estacionals, intermitents o més curts. El règim tèrmic del subsòl està condicionat per una capa amortidora i dinàmica de neu, vegetació, material orgànic i aigua que modula tèrmicament les interaccions entre el clima atmosfèric i el sòl.
Aquests processos es produeixen a la zona perifèrica de les glaceres i també es podria definir gairebé com a glacial en el sentit de la ubicació o de les condicions següents: sòl congelat perenne (permafrost); terreny descongelat estacionalment (capa activa); coberta vegetal incompleta de plantes herbàcies i arbres nans; el sòl està lliure de neu durant una part de l'any; fluctuacions freqüents de la temperatura de l'aire a 0 °C.
Tres grups de processos, estructures i dipòsits caracteritzen els entorns periglacials:
(1) Els processos de refrigeració i congelació del sòl inclouen la contracció tèrmica, l'expansió volumètrica de d'aigua líquida congelant, la segregació del gel i el creixement del permafrost compactant.
(2) Els processos d'escalfament i descongelació del sòl consisteixen en l'expansió tèrmica, la consolidació del desglaç i l'erosió tèrmica.
(3) Els processos de congelació-descongelació recurrents impliquen crioturbació i solifluxió. Aquests processos produeixen una varietat d’estructures i dipòsits periglacials i de permafrost força diferents. Els més importants es relacionen amb el creixement i la descongelació del gel que afecten el sòl congelat, independentment de la causa o l’origen del gel.
En conjunt, els efectes globals dels processos periglacials en la modificació del paisatge, són el que s'anomena periglaciació.

### Processos fluvials

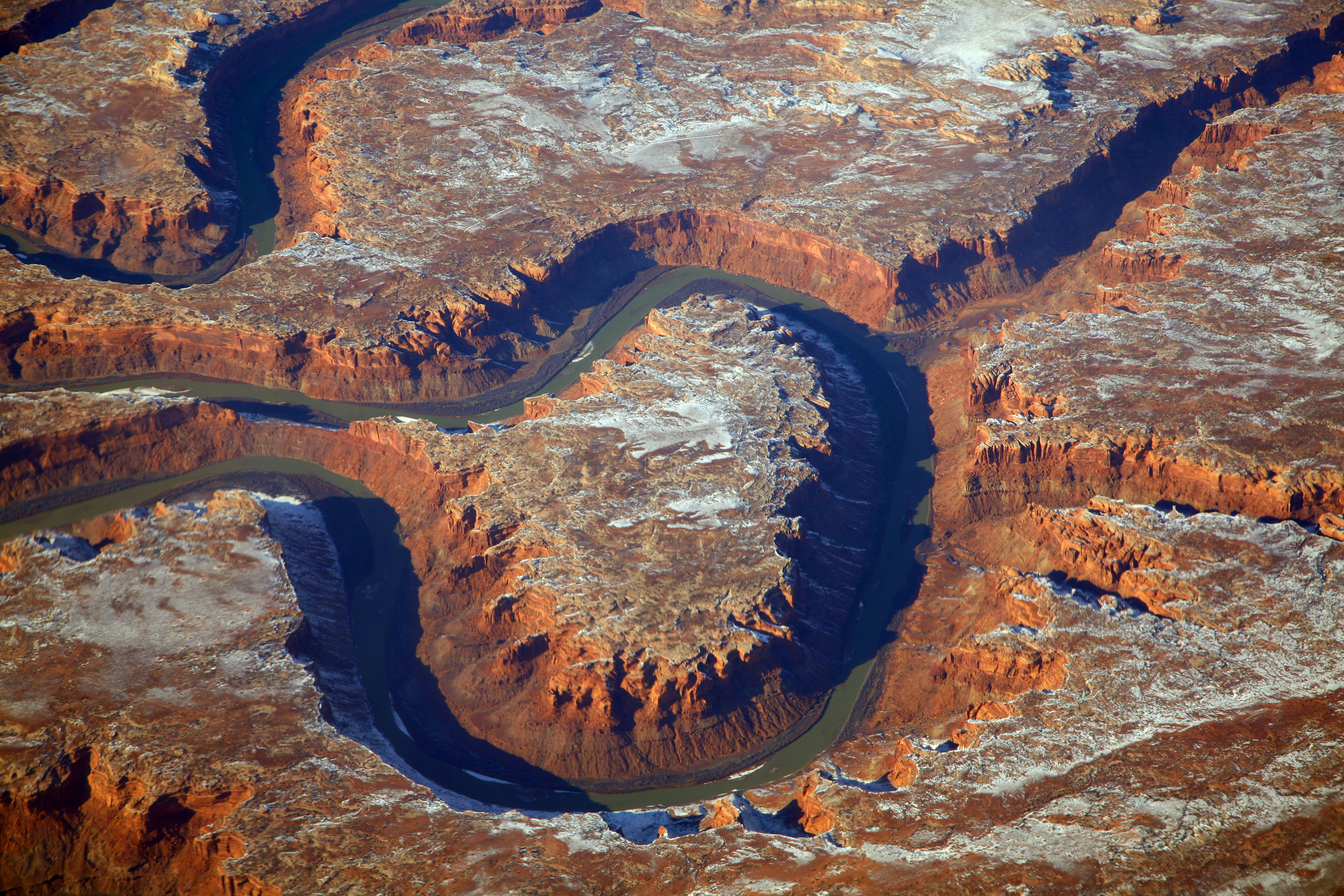
Processos fluvials. El Green River, al desert de San Rafael, Bowknot Bend Utah, EUA

Els rius i els rierols no només són conductes d’aigua, sinó també de sediments. A mesura que l'aigua flueix sobre el llit del riu, és capaç de mobilitzar els sediments i transportar-los riu avall, ja sigui com a càrrega de llit, càrrega suspesa o càrrega dissolta. La velocitat de transport dels sediments depèn de la disponibilitat del propi sediment i de la descàrrega o força del riu.
La dinàmica fluvial comporta l'erosió, el transport i el dipòsit de sediments. Les zones de dipòsit i la seva geomorfologia poden indicar de manera clara les zones inundables i la seva freqüència, que caldrà tenir en compte durant l’anàlisi del risc d'inundació. El dipòsit dels materials en punts determinats, fruit del creixement ordinari o extraordinari de cabal dels rius o torrents, dona lloc a la formació d'edificis al·luvials diversos, entre els quals cal destacar; les planes d'inundació, els cons de dejecció o al·luvials i els deltes.

#### Processos d'erosió (ablació fluvial i fluviotorrencial)

##### Per accions mecàniques de l'aigua
- Arrancaments. Acció mecànica per pressió de l'aigua.
- Cavitació (sobrepressió, compressió i descompressió) on hi intervenen alhora aigua i aire. Formació de bombolles de vapor en un líquid, originades per baixes pressions locals, seguida pel col·lapse instantani d’aquestes bombolles, la qual cosa genera pressions locals instantànies molt grans.[37]

##### Per accions químiques de l'aigua en interacció amb la càrrega transportada
- Corrosió fluvial (dissolució, hidròlisi, oxidació-reducció). Erosió superficial de les roques provocada per agents químics. Se sol produir en l’aigua per la dissolució.[38]
- Abrasió fluvial. Sobre el substrat. Els grans transportats per un corrent d’aigua redueixen la seva mida i pateixen un cert arrodoniment. Com més gros és el material més ràpida és la reducció.[39]
- Corrasió fluvial. Sobre la càrrega. Causada pel xoc i el frec dels grans de sorra, i de partícules més grosses transportades per l’aigua.[40]
- Atrició fluvial. Entre la càrrega. Fricció mútua entre les partícules transportades. Les roques transportades al cabal d’un riu, xoquen i es colpegen repetidament, cosa que fa que les roques s'erosionin o es trenquin. A mesura que les roques continuen xocant s'erosionen, cada cop més, fins que només són sediments.[41]

#### Processos de transport fluvial i fluviotorrencial

##### Per transport químic de la càrrega dissolta
- Dissolució. Transport de la càrrega en dissolució. Mobilització i evacuació de la càrrega dissolta.

##### Per transport mecànic de la càrrega sòlida (càrrega suspesa+càrrega de fons)
- Suspensió. Transport mecànic de la càrrega sòlida en suspensió dins l’aigua d’un corrent fluvial o canal.
- Saltació. Transport sedimentari de la càrrega de fons. Les partícules detrítiques progressen en el sentit del corrent mitjançant una sèrie de salts curts i intermitents que es produeixen sobre el llit del riu i hi retornen produint impactes que fan saltar altres partícules del llit mòbil, o produeixen desplaçaments de les partícules més grosses (còdols, blocs), la qual cosa dona lloc a la reptació de superfície (angl. surface creep).[42]
- Rodament. Rodament de la càrrega de fons pel fons del llit, produint-se tracció o translació. Moviment de transició cap a saltació.
- Lliscament. Desplaçament en massa. Arrancada i transport en massa de materials d'una part del llit o la llera.

#### Processos de sedimentació fluvial (agradació, rebliment o al·luvionament)
- Precipitació de la càrrega dissolta. Es produeix la separació (per gravetat) dels materials en dissolució amb acumulació i formació de dipòsits.
- Decantació de la càrrega suspesa. Pèrdua de sustentació de la càrrega suspesa. Selecció granulomètrica i de densitat de les partícules en suspensió que són dipositades en trajectòria vertical fins al fons.[43]
- Abandonament de la càrrega de fons (descàrrega). Els materials arrossegats són abandonats per pèrdua de competència quan minva la força de l'aigua deixant formes d'acumulació deposicionals.

#### Formes resultants del modelat fluvial
- Llits d'erosió. En el curs alt o tram d'erosió és on el pendent és màxim i la força de l'aigua, juntament amb els materials transportats, excaven el fons de la vall en forma de "V". Si el sòl està format per materials durs es poden formar congostos i engorjats. També és freqüent trobar-hi salts d'aigua.[44]
- Llits torrencials. Durant les èpoques actives es comporta com un llit mòbil i durant les èpoques inactives com un llit d'erosió. En general tenen un fort pendent, amb nombrosos salts d'aigua i un cicle de llargs estiatges i riuades sobtades.
- Llits mòbils. Amb cabal i capaços de moure, amb freqüència, els dipòsits de roques i sorres. La forma que adopten les lleres depèn molt més de la dinàmica de les aigües que del clima del lloc on es troben. Són llits de rius en els quals els processos de meteorització i transport són molt actius. A les crescudes predominen l'erosió i el transport, mentre que durant l'estiatge predominen els processos d'acumulació. Hi ha els següents subtipus:
  - Llits calibrats. Amb marges i configuració estables. La mobilitat es redueix al canal.
  - Llits meandriformes. La curvatura dels meandres condiciona els llocs d'erosió i d'acumulació.
  - Llits trenats o anastomosats (origen i evolució dels meandres). Sovint es caracteritzen perquè presenten diversos braços que circulen entre bancs de llots.[45]

##### Formes d'acumulació
- Sistemes de terrasses (terrasses encaixades, esglaonades i d'erosió) El principi bàsic en la formació de les terrasses ve donat per l’alternança entre dos processos. Per una banda, té lloc un primer estadi en que el riu, seguint el seu mecanisme natural, erosiona lateralment la vall que el drena (sobretot zones de poc pendent en el curs mitjà i baix) i, ocasionalment, en períodes de crescudes, diposita sediments i al·luvions en la plana d’inundació.[46]
- Cons de dejecció i ventalls al·luvials. Cons i ventalls al·luvials de fort pendent formats per un torrent quan desemboca a la vall principal o acaba el seu curs.[47]
- Planes al·luvials. Planes reblertes de sediments al·luvials o fluvials, que generalment presenten un conjunt de terrasses fluvials esglaonades i, en climes semiàrids, enllaça amb els glacis de sedimentació.[48]
- Deltes. Accident geogràfic costaner que es forma a la desembocadura d'un riu pels sediments fluvials dipositats. Els dipòsits que arrosseguen els rius en el seu curs baix, acaben dipositats en el tram final, prop de la desembocadura al mar. Aquests sediments obstrueixen el fluxe, fent que el curs principal es divideixi en diversos braços i canals.[49]

### Processos eòlics

Processos eòlics: Dunes a prop d'Stovepipe Wells, Death Valley National Park, Califòrnia (EUA).

Els processos eòlics pertanyen a l'activitat dels vents i, més concretament, a la capacitat dels vents per modelar la superfície de la Terra. Els vents poden erosionar, transportar i dipositar materials i són agents eficaços en regions amb vegetació escassa i un gran subministrament de sediments fins i no consolidats. Tot i que l’aigua i el fluxe massiu tendeixen a mobilitzar més material que el vent en la majoria d’ambients, els processos eòlics són importants en entorns àrids com els deserts.
El vent és un important agent geomòrfic en entorns àrids i en altres zones on s'exposen al vent els sediments fins, és a dir, on falta una cobertura superficial: platges, planes inundables, deserts i sòls pertorbats per l’agricultura. En cas contrari, el vent no és un agent geomòrfic tan significatiu per causa de la seva baixa densitat en relació amb la roca: 1/2000 per a vent/roca, davant 1/1,6 per a aigua/roca, d'acord amb la densitat o força flotant de l'aigua, i en aquest cas cal menys energia per mantenir els sediments en suspensió, mentre que en l'aire només queden en suspensió els sediments més fins.

#### Processos d'ablació o erosió eòlica
- Deflació eòlica. Arrancament de material solt.

- Abrasió eòlica. Poliment i desgastament mecànic de superfícies rocoses.

- Corrasió eòlica. Erosió causada per les partícules transportades pel vent.
- Atrició eòlica. Colpejament entre les partícules i materials transportats.

#### Processos de transport eòlic
El vent pot transportar partícules fines com els llims (0,05-0,01 mm de diàmetre) i fins i tot partícules de la mida de la sorra (entre 0,1 i 1mm de diàmetre). Les més freqüents són partícules de llim (en silt). En casos especials les partícules poden volar alguns milers de quilòmetres per dipositar-se en regions llunyanes del seu origen.
En altura. Càrrega llimo-argilosa
- Suspensió eòlica. Aixecament i transport de pols i sorra. Un exemple extrem en són les tempestes de pols o de sorra que es produeixen en zones àrides de la Terra. La suspensió es refereix al moviment de les partícules lleugeres que es poden mantenir enlairades i superant distàncies relativament llargues.[52]

A nivell de terra. Càrrega arenosa i de gra superior
- Saltació eòlica. Transport fent saltar i rebotar repetidament les partícules de sorra i pedres menudes. La saltació eòlica més sistematitzada és el transport per deriva eòlica no rodada de grans entre 0,2, i 0,5 mm de diàmetre, que reboten fins a uns quants decímetres d’alçada i van a caure en la direcció del vent.[53]
- Rodament (rodolament) eòlic. Mobilització i transport en rodament de pedres, còdols i altres partícules de grà més fi que són tombades repetidament. Desplaçament en contacte amb la superfície mitjançant un moviment de rotació sense que hi hagi lliscament entre les dues superfícies.[54]
- Reptació-lliscament eòlic. Les partícules i materials són transportats en arrossegament, sense rodar ni alçar-se del terra.

#### Processos de sedimentació eòlica

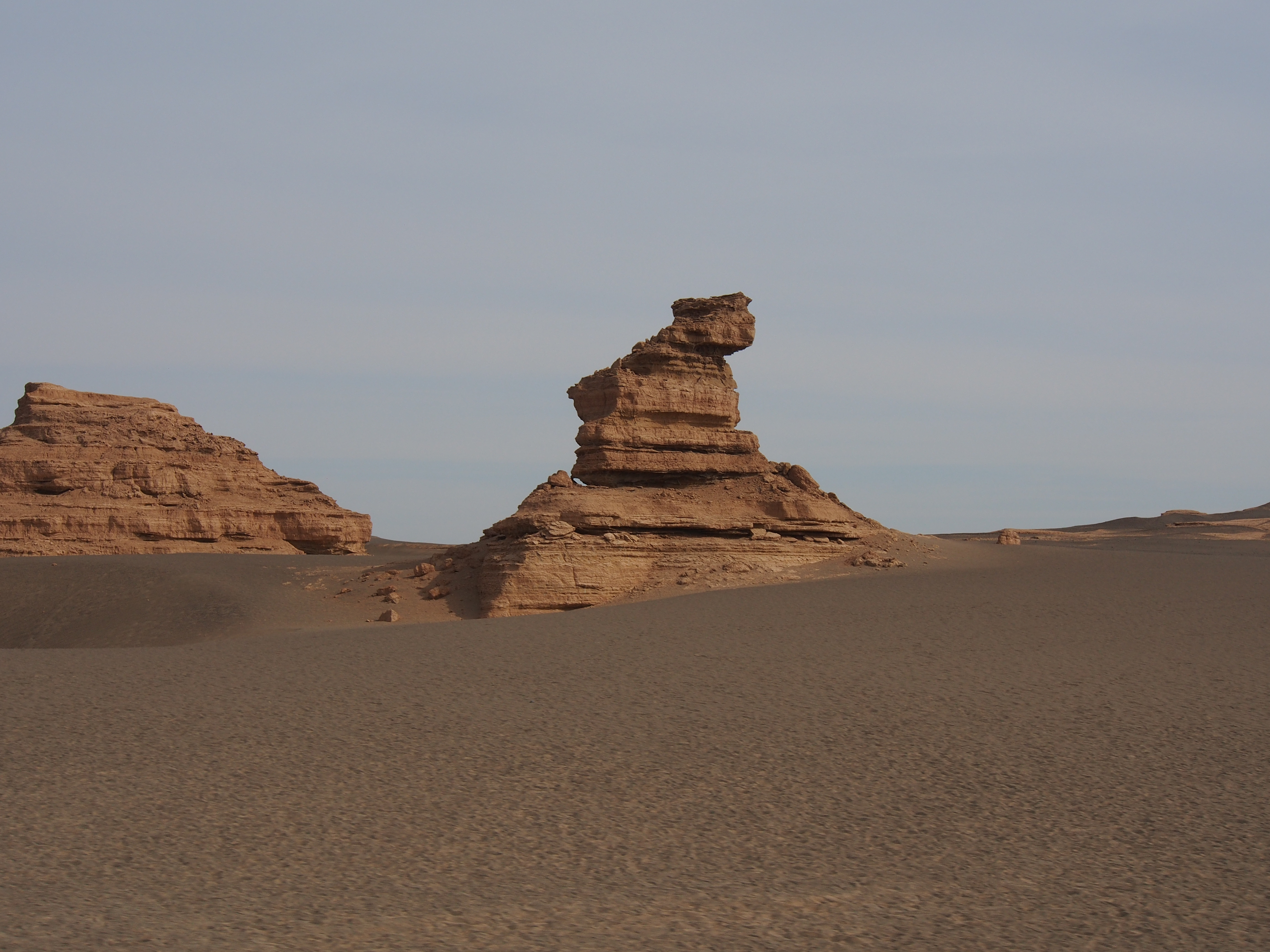
Processos eòlics: Yardang "el lleó" Dunhuang, Gansu (Xina)

- Decantació eòlica. Selecció, a partir de la mida i del pes específic, efectuada en les partícules que són transportades pel vent.[55]
- Deposició eòlica. Acció de dipòsit del transport de sorres i pols suspeses en el vent que s'acumulen en la superfície en caure o ser arrossegades.[56]

#### Formes d'ablació eòlica
- Clasts i còdols eolitzats o ventifactes. Són característiques geomòrfiques fetes de roques que s'enfonsen, es graven, s'acanalen o es poleixen amb sorra o cristalls de gel impulsats pel vent. Normalment es troben en ambients àrids amb poca vegetació […] Si els antics ventifactes es poden conservar sense moure’s ni amuntegar-se, són excel·lents indicadors de paleo-vent ja que els solcs i les estries tallades a la roca són paral·leles a la direcció del vent.[57]

- Deflació (Deflation Hollows). Sots creats quan el vent treu material de superfície no compactada, deixant un buit.
- Poliment eòlic.
- "Roques xampinyó"
- Alveols i taffoni. Concavitats més o menys esfèriques, de més de 10 cm de diàmetre, que poden originar formes escultòriques, es coneixen internacionalment en geologia amb el nom de taffoni o tafoni. Els alvèols són cavitats més petites que els taffoni. Enclimes àrids o en alguns ambients litorals, són produïts per la corrasió eòlica (impacte de partícules). En altres indrets sovint intervé la meteorització diferenciada de la roca per la dissolució del carbonat de calci que fa de ciment o per disgregació causada per la formació de sals (haloclàstia), i l'erosió posterior causada principalment per l’aigua.[58]

Conjunts de formes
- Paviments (reg). Extensions de roques polides. Revestiment de partícules gruixudes deixades a terra després de l'erosió de les partícules més fines.[59][60]
- Yardangs. Serres de turons esmolats per l'abrasió disposades en la direcció del vent dominant, Formades per l'erosió eòlica del material circumdant. El terme geomòrfic reconegut internacionalment " Yardang" es va originar a partir de la llengua uigur, que significa petit turó amb parets esglaonades o escarpades.[61]

- Cubetes de deflació. Funcionen com a conques d’evaporació i dipòsits de sals. El vent s'endú els sediments, normalment procedents del sistema fluvial.[62]

#### Formes i dipòsits d'acumulació eòlica
- Dunes longitudinals: redbu, nebja, seif (sif). Les dunes de sorra (actives o estabilitzades per la vegetació) es poden trobar a les platges i a les zones àrides o semiàrides. Les dunes són monticles o turons de sorra creats pel vent i són un dels accidents geogràfics eòlics més coneguts. Hi ha una gran varietat de tipus de dunes, segons la seva forma. Les dunes rarament existeixen per si soles, sinó com a camps extensos de moltes dunes.[63]
- Dunes transversals: ripples eòlics, barjanes (barkhana), parabol·liques (aklé), en
- Camps de dunes. Cordons de dunes. Erg o mars de sorra oberts (draa / gassi) o tancats (a escala regional). Els ergs es formen per l’acció dels vents. Les dunes de sorra poden migrar i augmentar el seu nombre en determinades zones durant molts milers d’anys.[64]
- Loess. Dipòsits de llim.

### Processos litorals o marins
Els processos marins són els associats a l’acció de les ones, els corrents marins i la filtració de fluids a través del fons marí. L'erosió i l'esllavissament submarí també són processos importants en la geomorfologia marina. Com que les conques oceàniques són els embornals finals d'una gran fracció de sediments terrestres, els processos deposicionals i les seves formes relacionades (dispersors de sediments, deltes) són particularment importants com a elements de la geomorfologia marina.

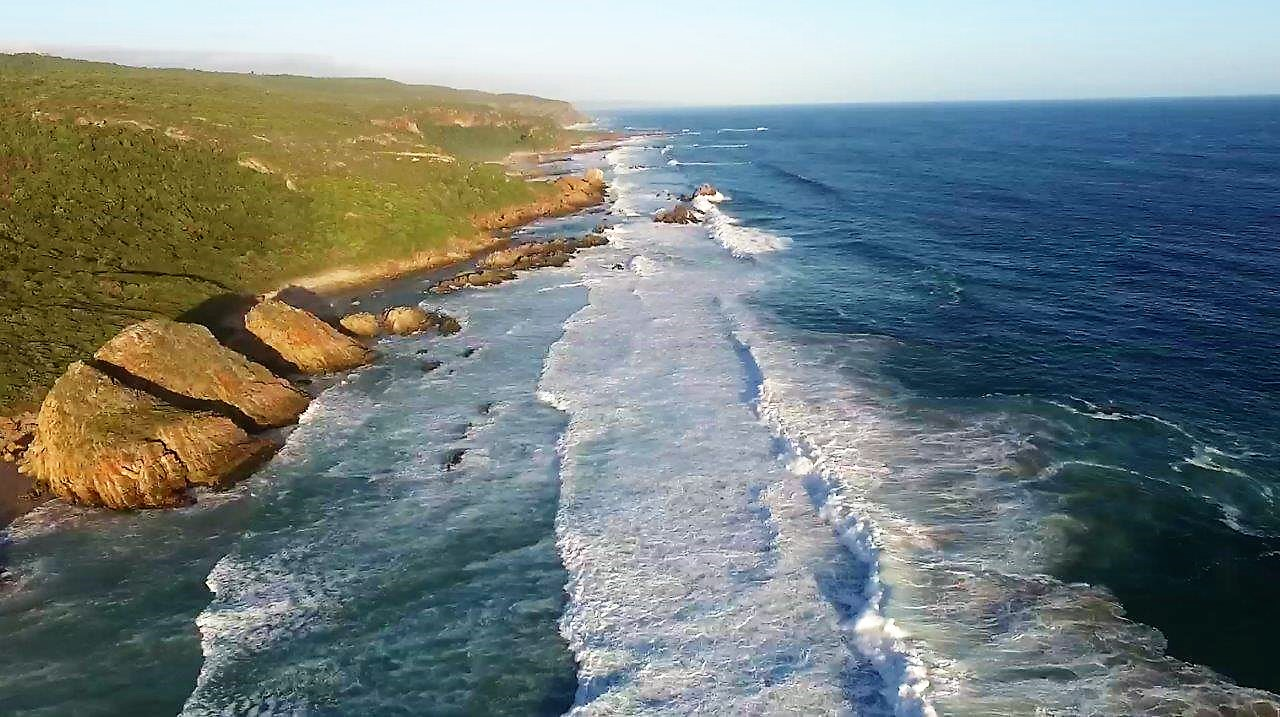
Processos litorals. Línia de costa a Keurboomstrand, Plettenberg Bay, Sud-àfrica

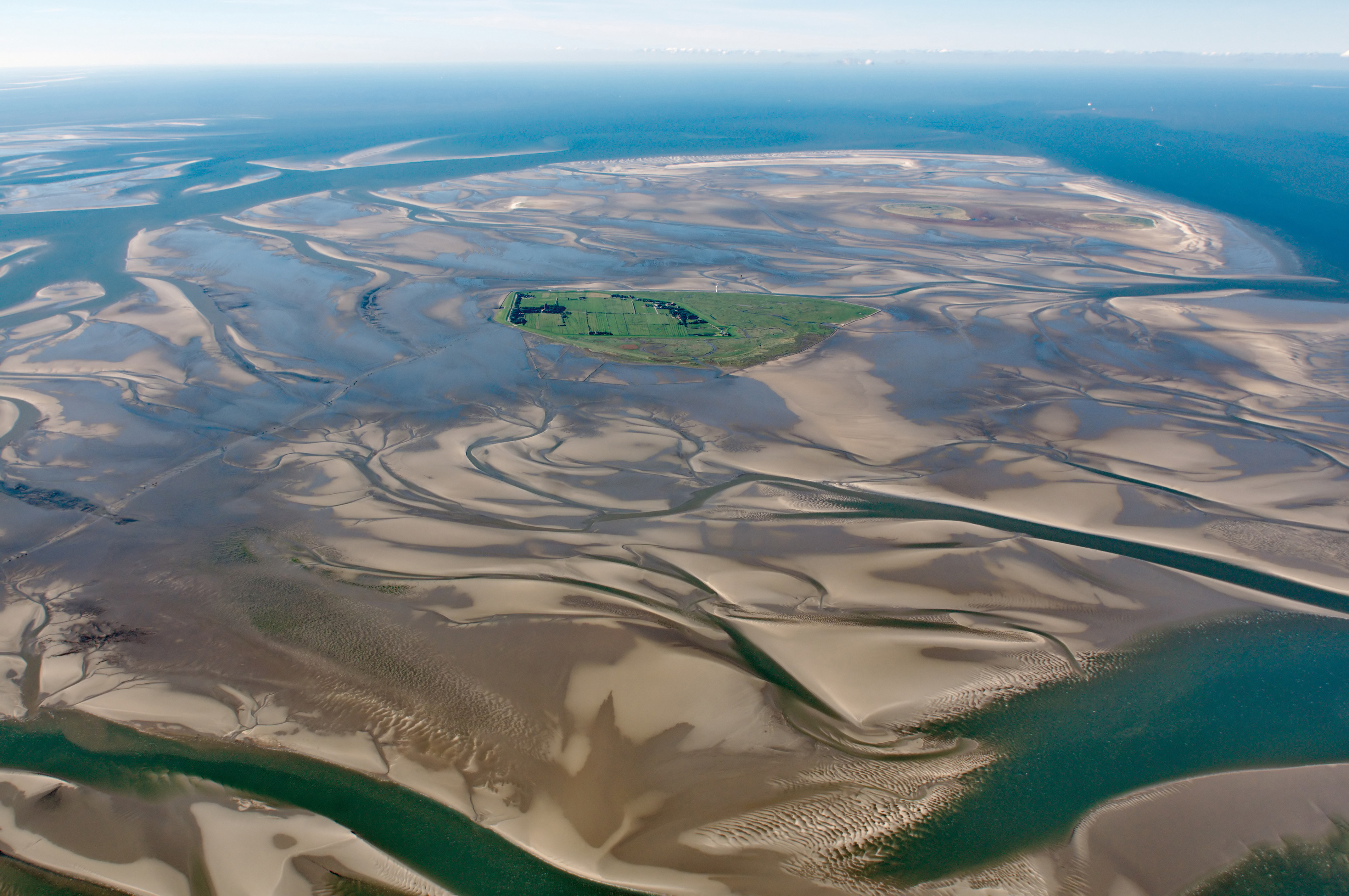
Processos litorals: Illa Neuwerk. Mar de Wadden, Mar del Nord, Alemanya

Formes de relleu costaneres són les presents al llarg de qualsevol costa. Són el resultat d’una combinació de processos, de sediments i de la geologia de la mateixa costa. Formes de relleu que es manifesten en un ampli espectre de mides i formes que van des de les platges amb pendents suaus, fins als penya-segats, tot i que en les formes de relleu costaneres es consideren bàsicament dues grans categories: les erosionals i les deposicionals. De fet, la naturalesa general de qualsevol costa es pot descriure en termes d'una o altra d'aquestes categories. Cal assenyalar que aquests dos principals tipus de relleu es poden produir en una mateixa costa. Les formes de relleu que es desenvolupen i persisteixen al llarg de la costa són el resultat d'una combinació de processos que actuen sobre els sediments i les roques presents a la zona costanera. El més important d'aquests processos implica les ones i els corrents que es generen, juntament amb les marees. Altres factors que afecten significativament la morfologia costanera són el clima i la gravetat.
Zona litoral: El litoral és la zona que s'estén entre els límits superior i inferior on arriba l'acció de l'onatge. És doncs, una zona de transició entre el continent i el medi marí. El litoral està caracteritzat per la morfologia, la distribució del sediment i la presència d'ecosistemes biològics propis, els processos relacionats amb l'onatge, el vent, les marees, els corrents litorals i la influència del continent (descàrregues fluvials).
Factors condicionants del modelat litoral: La variació del nivell del mar (eustatisme). La resistència del rocam (litologia). La morfoestructura (forma) de la costa. Tectònica (neotectònica). Temps cronològic.
Agents específics del medi litoral: onatge, corrents litorals i marees.

#### Processos litorals de meteorització i ablació
Accions mecàniques de l'aigua:
- Compressió-succió. Produint arracaments i cavitació (aigua+aire).
- Esquitxada (en splash) per gotes d'aigua.
- Humectació. Directa de l'aigua de mar o aerosols.
- Corrasió (sobre el substrat); abrasió (sobre la càrrega sòlida) i atrició (entre la càrrega)

Accions químiques i bioquímiques:
- Corrosió. Produint meteoritzacions per dissolució, hidròlisi, hidratació, haloclàstia i bioclàstia (accions biogèniques i fauna litòfaga).

#### Processos de transport litoral
Accions de transport: 
- Transport químic: dissolució.
- Transport mecànic: flotació, suspensió, saltació, rodament i lliscament.

Tipus de tranport:
- Transport perpendicular o ortogonal (en rip courrents) en direcció a la costa. Corrent, sovint molt fort, tant d'entrada com de sortida, amb capacitat de remoure el fons marí i produir-hi canals o rases.

- Transport oblic o longitudinal, també anomenat "deriva litoral". Corrent gairebé paral·lel a la riba amb velocitats que poden superar els 2m/s, contribueix en gran manera en el transport dels sediments.[67]

#### Processos de sedimentació litoral
Formes resultants de l'erosió:
- Penya-segats. Formes erosionals característiques de les costes altes. Escarpament rocallós de pendent bastant fort, tallat en la línia de contacte entre la terra i el mar (en sea-cliff).[68]
- Plataformes o planes d'abrasió. Superfície submergida lleugerament inclinada, al peu d'un penya-segat, formada per l'erosió mecànica produïda per l'onatge i també per l'erosió d'origen bioquímic.[69]
- Rases. Formes erosionals produïdes pels corrents i les marees. Canals submergits.
- Estuaris, ries i fiords (formes d'origen continental) Interacció dels processos fuvio-torrencials i els litorals i marins.

Formes resultants de l'acumulació:
- Platges. Ribes sedimentàries i planeres del mar, formades generalment de còdols, sorra o de grava.
- Fletxes i goles, barres litorals, cordons, i restingues o parts emergides de la barra que tanca una albufera.
- Tómbols. Formant una fletxa o cordó litoral, simple, doble o triple, que forma un istme entre una illa i el continent o una altra illa.[70]
- Maresmes. En costes baixes inundables per les aigües del mar (o simultàniament d’un riu) […] Terreny planer pantanós, localitzat al llarg del litoral, darrere una fletxa, cordó litoral o entrant costaner (en coastal marsh, marsh, swamp).[71]
- Albuferes. Llacunes d’aigua salabrosa o salada poc profundes separades de la mar per un cordó litoral o barra que sol tenir un canal de desguàs que comunica amb la mar i que talla el cordó o barra litoral (en lagoons).[72] El terme anglès "lagoon" s'empra comunament per designar l'extensió d’aigua salada i soma al centre d’un atol, o bé entre un escull barrera i el litoral.[73]
- Deltes i estuaris (construccions fluvio-litorals)
- Esculls i atols coral·lins (construccions organògenes o biogèniques)
- Terrasses marines (platges i rases altes o enlairades)

### Processos biològics

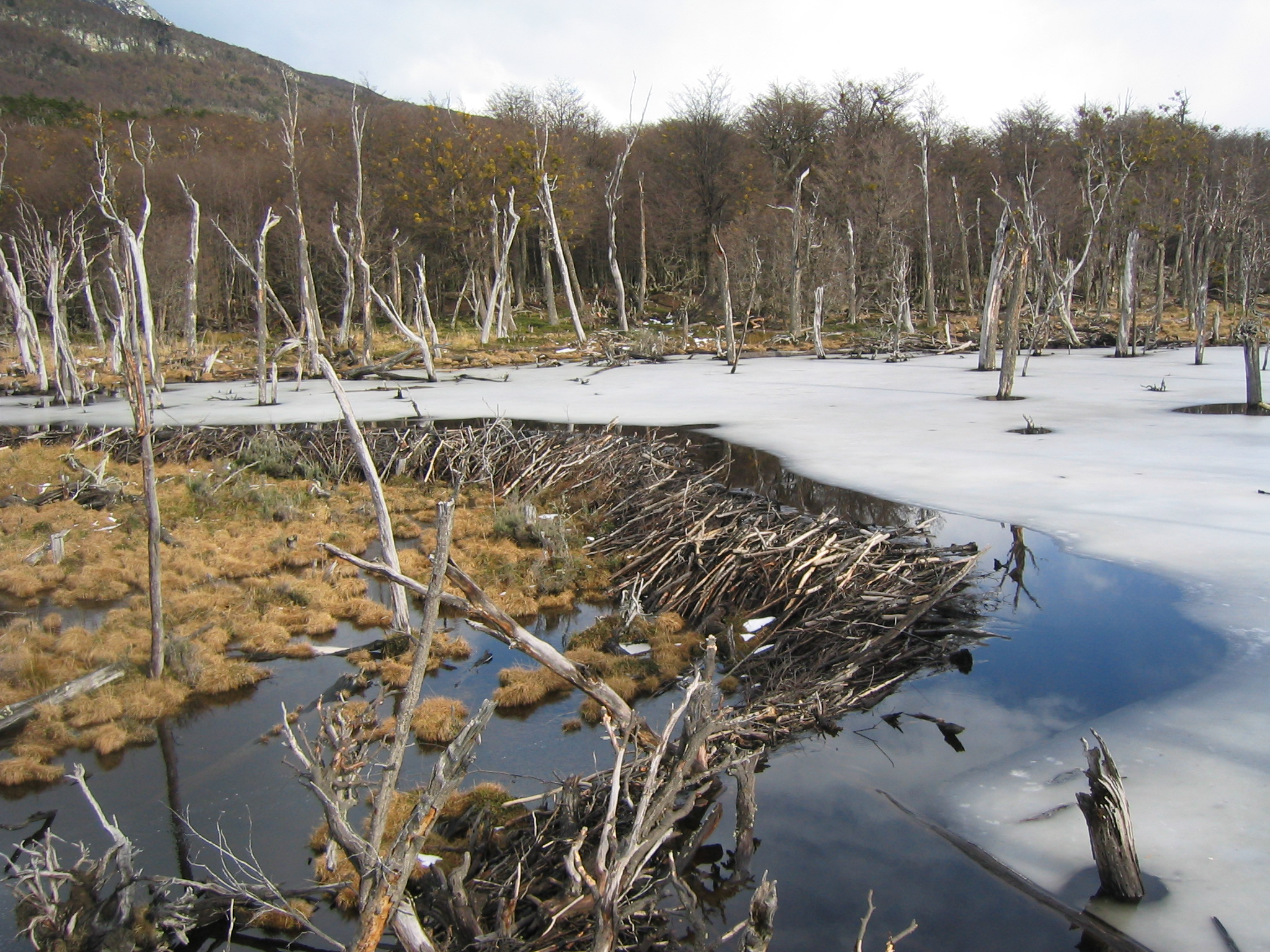
Processos biològics. Rescloses de castors, Usuaia, Argentina

La interacció d’organismes vius amb les formes de relleu, o processos biogeomorfològics, es produeix de formes diferents i té una gran importància per al sistema geomòrfic terrestre en el seu conjunt. La biologia pot influir en molts processos geomòrfics, que van des dels processos biogeoquímics que controlen la meteorització química, fins a la influència dels processos mecànics, com el soterrament i la caiguda d'arbres i vegetació sobre el sòl en desenvolupament […] Són extremadament rars els paisatges terrestres en què es pot excloure del tot el paper de la biologia en la mediació dels processos superficials.
Els impactes dels organismes en els processos i les formes de relleu són importants: la meteorització biològica, els efectes dels animals que causen excavacions o amuntegaments, el paper de les formes de relleu com a hàbitat o els efectes de l'erosió sobre la biota […] i també les interaccions recíproques, com la captura de sediments per la vegetació, i els efectes de retroalimentació de la deposició sobre les plantes i el seu hàbitat.

## L'anàlisi geomorfològica d'acord amb la morfogènesi
La identificació, descripció, classificació i explicació de les formes del relleu, sovint poden ser determinades mitjançant els processos que les originen i d'acord amb els següents nivells:

### Pels processos exògens i formes unitàries
S'analitza la dinàmica externa i els processos de modelat, els dipòsits correlatius i les seves formes associades. A nivell seqüèncial, l'anàlisi pot ser el geodinàmic elemental: de les accions individuals (erosió, transport, sedimentació) que generen formes senzilles d'erosió i transport, o bé el morfogenètic unitari (d'unitats geomòrfiques): dels conjunts d'accions (elementals) que articulen, en un espai/temps, formes del relleu compostes (sistema de terrasses, penya-segat, conca glaciar, vessant) on aquests nivellls queden adscrits al següent mètode:
- Agent: l'agent principal que caracteritza el procés (meteòric, edàfic, gravitacional, periglacial, glacial, fluvial, eòlic, litoral...)
- Acció: acció elemental d'acord amb la seva modalitat i funcionalitat (arrancament o erosió, mobilització i transport i sedimentació...)
- Producte: producte morfològic o formes i jerarquies que resulten de les accions elementals articulades en el temps (barres al·luvials-plana al·luvial-sistema de terrasses...)

### Per la tipologia del relleu i les formes associades
S'analitza a escala regional. Cal identificar les característiques i les fisiognomies bàsiques dels conjunts de formes homogenis definits al llarg del temps.
- Relleus climàtics: regions amb relleus d'associacions caracteritzades per les seqüències de processos que són controlats o produits pel clima.
- Relleus litològics: regions on prevalen associacions caracteritzades per la composició dels materials i la petrogènesi.
- Relleus estructurals: regions afectades principalment per una determinada disposició dels materials i la tectònica.[75]

## El mapa geomorfològic
La cartografia geomorfològica no és només un mapa fisiogràfic. La fisiografia d'una regió és fonamental per poder entendre els processos, però els mapes resultants requereixen d'una major quantitat d'elements per a poder ser considerats mapes geomorfològics. Cal que acompleixin unes condicions. Del contrari, el mapa produït serà només un mapa fisiogràfic o d'unitats de relleu. L'ideal és que representin la informació o dades següents:
- Tipus de relleu o formes de terreny i els seus límits
- Estructures geològiques elementals: falles, plecs, capbussaments, cossos intrusius, litologies, entre d'altres.
- Edats dels materials geològics
- Processos geomorfològics: meteorització, tipus d'erosió i moviments en massa.
- Aspectes hidrogràfics o hidrogeològics generals.
- Trets antròpics: vies de comunicació, zones urbanes, conreus, mines, entre d'altres.
- Ubicació d'alguns punts altimètrics

Els mapes geomorfològics de major qualitat i possibilitat de ser aplicats en les activitats humanes són els d'escales grans a moderades, ja que és allà on es té la possibilitat d'encabir una major quantitat de detalls coherents. Aquestes escales poden ser superiors a 1:15.000 (1:10.000; 1:5.000), on es facilita la representació de fets geomorfològics de detall, com són els pendents, els processos d'erosió i els moviments de massa dels vessants.
La cartografia geomorfològica ha evolucionat i ha passat d’un exercici dirigit a representar amb exactitud les formes del relleu en un mapa d'interpretació limitada, als mapes altament interpretatius, a diferents escales, que contenen principalment, dades digitals i de teledetecció, i realitzant, quan cal, treball de camp sobre el terreny puntualment.